# NGC 5476
NGC 5476 ist eine Spiralgalaxie vom Hubble-Typ Sd im  Sternbild Jungfrau auf der Ekliptik. Sie ist rund 116 Millionen Lichtjahre von der Milchstraße entfernt und hat einen Durchmesser von etwa 50.000 Lichtjahren.
Im selben Himmelsareal befinden sich u. a. die Galaxien  NGC 5468, NGC 5472
Das Objekt wurde am 5. März 1785 von dem deutsch-britischen Astronomen Wilhelm Herschel entdeckt.